# Федеріко Равалья
Федеріко Равалья (італ. Federico Ravaglia, нар. 11 листопада 1999, Болонья) — італійський футболіст, воротар «Болоньї».

## Ігрова кар'єра
Народився 11 листопада 1999 року в місті Болонья. Вихованець юнацьких команд місцевих футбольних клубів «Прогрессо» та «Болонья».
Із сезону 2017/18 почав потрапляти до заявки головної команди «Болоньї», проте у дорослому футболі дебютував лише наступного сезону, який проводив в оренді у третьоліговому «Зюйдтіролі». Згодом на аналогічних умовах грав у тій же Серії C за «Губбіо», де вже був основним воротарем.
Сезон 2020/21 вже провів у «Болоньї», де був резервним голкіпером, проте провів свої перші 4 гри на рівні елітного італійського дивізіону.
У 2021–2022 роках були оренди до друголігових «Фрозіноне» та «Реджини», після чого гравець на початку 2023 року повернувся у розпорядження тренерського штабу «Болоньї».

## Статистика виступів

### Статистика клубних виступів
Станом на 25 травня 2024
| Сезон               | Команда             | Чемпіонат           | Чемпіонат | Чемпіонат | Національний кубок | Національний кубок | Національний кубок | Континентальні кубки | Континентальні кубки | Континентальні кубки | Інші змагання | Інші змагання | Інші змагання | Усього | Усього |
| Сезон               | Команда             | Ліга                | Ігор      | Голів     | Ліга               | Ігор               | Голів              | Ліга                 | Ігор                 | Голів                | Ліга          | Ігор          | Голів         | Ігор   | Голів  |
| ------------------- | ------------------- | ------------------- | --------- | --------- | ------------------ | ------------------ | ------------------ | -------------------- | -------------------- | -------------------- | ------------- | ------------- | ------------- | ------ | ------ |
| 2017–18             | «Болонья»           | A                   | 0         | 0         | КІ                 | 0                  | 0                  | -                    | -                    | -                    | -             | -             | -             | 0      | 0      |
| 2018–19             | «Зюйдтіроль»        | C                   | 1         | -1        | КІ+КІ-C            | 0+1                | 0 + -1             | -                    | -                    | -                    | -             | -             | -             | 2      | -2     |
| 2019–20             | «Губбіо»            | C                   | 24        | -25       | КІ-C               | 1                  | 0                  | -                    | -                    | -                    | -             | -             | -             | 25     | -25    |
| 2020–21             | «Болонья»           | A                   | 4         | -10       | КІ                 | 0                  | 0                  | -                    | -                    | -                    | -             | -             | -             | 4      | -10    |
| 2021–22             | «Фрозіноне»         | B                   | 27        | -30       | КІ                 | 1                  | -1                 | -                    | -                    | -                    | -             | -             | -             | 28     | -31    |
| 2022-січ. 2023      | «Реджина»           | B                   | 4         | -5        | КІ                 | 1                  | -1                 | -                    | -                    | -                    | -             | -             | -             | 5      | -6     |
| січ.-черв. 2023     | «Болонья»           | A                   | 0         | 0         | КІ                 | 0                  | 0                  | -                    | -                    | -                    | -             | -             | -             | 0      | 0      |
| 2023–24             | «Болонья»           | A                   | 6         | -3        | КІ                 | 2                  | -1                 | -                    | -                    | -                    | -             | -             | -             | 8      | -4     |
| 2024–25             | «Болонья»           | A                   | -         | -         | КІ                 | -                  | -                  | ЛЧ                   | -                    | -                    | -             | -             | -             | -      | -      |
| Усього за «Болонью» | Усього за «Болонью» | Усього за «Болонью» | 10        | -13       |                    | 2                  | -1                 |                      | -                    | -                    |               | -             | -             | 12     | -14    |
| Усього за кар'єру   | Усього за кар'єру   | Усього за кар'єру   | 66        | -74       |                    | 6                  | -4                 |                      | -                    | -                    |               | -             | -             | 72     | -78    |

## Титули і досягнення
- Володар Кубка Італії (1):

«Болонья»: 2024-25